# 天龍座64
天龍座64，又名BD+64 1405，HD 190544、SAO 18658、HR 7676，是天龍座的一颗恒星，视星等为5.27，位于銀經97.77，銀緯17.38，其B1900.0坐标为赤經20h 0m 25s，赤緯+64° 17.38′ 27″。